# Central nuclear de Dodewaard
La Central nuclear de Dodewaard  (en neerlandés: Kerncentrale Dodewaard)  era una planta de energía nuclear con un reactor de agua en ebullición (BWR) en la localidad de Dodewaard en los Países Bajos. La planta detuvo la producción de energía en 1997. Dodewaard fue la primera planta de energía nuclear establecida en los Países Bajos. Fue construida por el gobierno holandés, principalmente como un medio para obtener conocimientos sobre la construcción y explotación de una planta de energía nuclear. Por tanto, la planta era relativamente pequeña con una salida neta de sólo 58 MW. La construcción se inició en 1965 y la instalación abrió sus puertas el 26 de marzo de 1969, en presencia de la reina Juliana.
El 26 de marzo de 1997, el complejo fue cerrado, 7 años antes de lo previsto originalmente.